# Hermann Ott (Politiker)

Hermann Ott

Hermann Ott (* 23. April 1870 in Rulfingen; † 18. März 1934 in Sigmaringen) war ein deutscher Politiker (Zentrum).

## Leben und Wirken
Ott besuchte von 1876 bis 1884 die Volksschule in Rulfingen. Bis 1891 absolvierte er eine Malerlehre in Sigmaringen und Bruchsal. Anschließend war er zwei Jahre beim 12. Bayerischen Infanterieregiment. Von 1893 bis 1896 wurde er an Fachschulen in Karlsruhe und München ausgebildet. 1896 machte Ott sich als Maler in Sigmaringen selbständig, wo er ein Geschäft eröffnete. 1908 heiratete er. Seit 1913 war er Stadtverordneter in Sigmaringen.
Von 1914 bis 1918 nahm Ott als Sanitäter am Ersten Weltkrieg teil. Nach dem Krieg begann er sich verstärkt politisch zu engagieren: Als Mitglied der katholisch geprägten Zentrumspartei übernahm er zunächst zahlreiche Ämter auf kommunaler Ebene: 1919 wurde Ott Mitglied des Kommunallandtags der Hohenzollernschen Lande und 1922 Stadtrat in Sigmaringen, wo er 1926 auch Beigeordneter wurde. Ferner amtierte er zeitweise als Mitglied des Bezirksausschusses und des Sigmaringer Gewerbevereins sowie, seit 1921, als Präsident der Hohenzollernschen Handelskammer.
Bei den Reichstagswahlen vom September 1930 wurde Ott als Kandidat des Zentrums für den Wahlkreis 31 (Württemberg) in den Reichstag gewählt, dem er zunächst bis zum November 1932 angehörte. Später kehrte er noch einmal vom Juli bis zum November 1933 in den Reichstag zurück.